# کارلوس لاتوف
کارلوس لتوف (به پرتغالی: Carlos Latuff) (زاده ۳۰ نوامبر ۱۹۶۸) کاریکاتوریست سیاسی برزیلی است. کارهای وی به موضوعاتی چون ضدصهیونیسم، ضدجهانی‌سازی، ضدسرمایه‌داری و مخالفت با مداخلات نظامی ایالات متحده می‌پردازد. او بیشتر به خاطر تصویرگری نزاع اسرائیل و فلسطین و حوادث بهار عربی معروف است. همچنین کاریکاتورهای لتوف که اسرائیل را با نازیسم مقایسه می‌کند توسط مرکز سیمون ویزنتال و برخی از نویسندگان، به ویژه کاریکاتورهای او در رابطه با هولوکاست، متهم به یهودی ستیزی شده‌اند. او اتهامات ضدیهودستیزی را به عنوان «استراتژی بی‌اعتبارکردن اسرائیل» رد کرده است.

## مسابقات

### مسابقه بین‌المللی کارتون هولوکاست
کارلوس لاتوف در مسابقه بین‌المللی کارتون هولوکاست در سال ۲۰۰۶ در ایران شرکت کرد، رتبه دوم را به دست آورد و چهار هزار دلار برنده شد.

## تهدید به مرگ
وی به گفته خودش چندین بار به مرگ تهدید شده است، او می‌گوید:
هر کسی که کاریکاتور با محور خاص غزه کار کند باید بهایش را بپردازد و ممکن است بهای این اتفاق جانم باشد.

## موضع‌گیری‌های سیاسی
محکوم کردن گروه  داعش و جنگ‌های اسرائیل  با  غزه از دیگر فعالیت‌های جدی او به شمار می‌رود.

### حملات تروریستی ۱۳۹۶ تهران
وی ضمن قرار دادن یک کاریکاتور راجع به دست داشتن عربستان در حملات ۱۳۹۶ تهران در صفحه اینستاگرامش، نوشته بود:
وزیر خارجه ایران با امیر قطر دیدار می‌کند؛ عربستان با قطر قطع رابطه می‌کند؛ داعش به ایران حمله می‌کند. خودتان نتیجه‌گیری کنید!

## ایران
وی درباره ایران گفته است:
به واسطه این که ایران در معرض تبلیغات رسانه‌های آمریکایی و صهیونیستی است، این تبلیغات ضد ایرانی منجر شده که اخبار درباره ایران به درستی منعکس نشود.

## دستگیری
این هنرمند سه بار توسط پلیس برزیل دستگیر شده و مورد بازجویی قرار گرفته است. او معتقد است این اتفاق برای یک کاریکاتوریست آزاد اندیش طبیعی است.

## نگارخانه

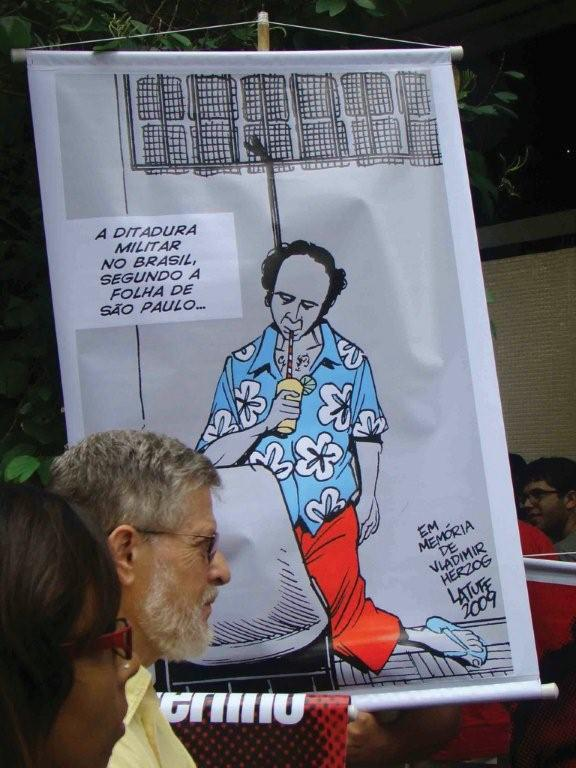
دولت نظامی برزیل به چالش کشیده شده
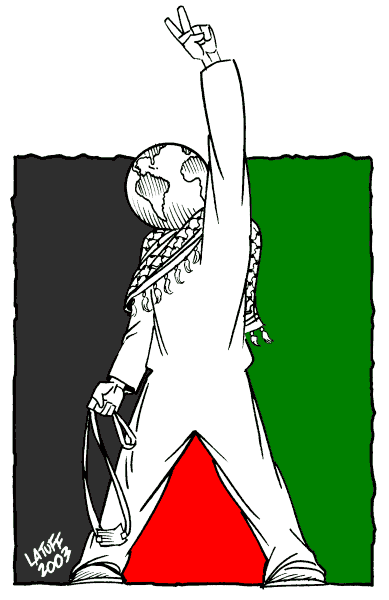
'انتفاضه جهانی' 'توسط لاتاف یک' شخصیت جهانی 'را نشان می دهد که چفیه را می پوشد ، و علامت V را با دست چپ درست می کند و تیرکمان بچه را در دست راست گرفته است. ، در مقابل پرچم فلسطین
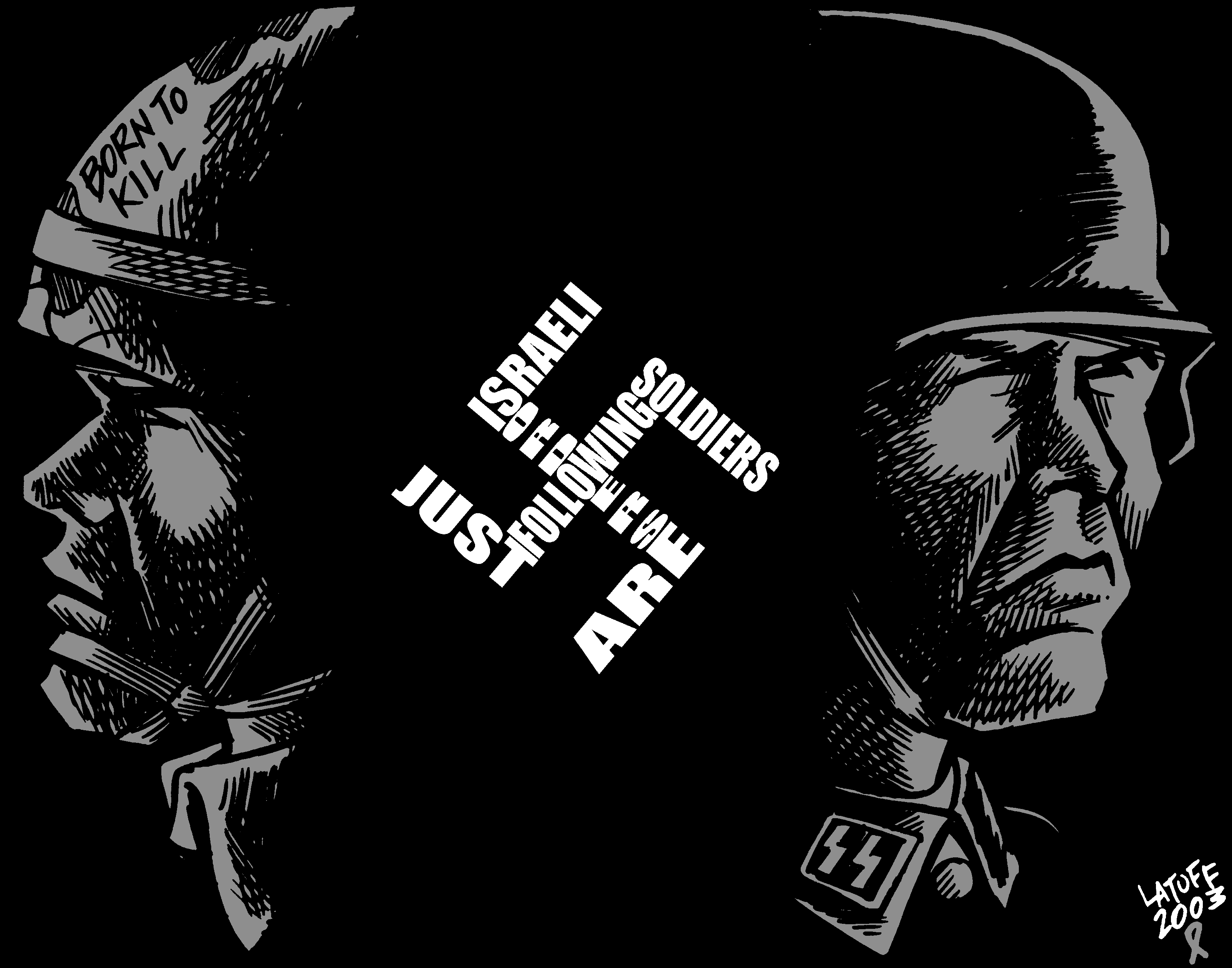
پیروی از دستورات' 'توسط کارلوس لاتوف اعضای نازی را در مقایسه با سربازان اسرائیلی توصیف می کند که "برای کشتن متولد شده اند". متنی به شکل صلیب شکسته می گوید: "سربازان اسرائیلی فقط از دستورات پیروی می کنند"
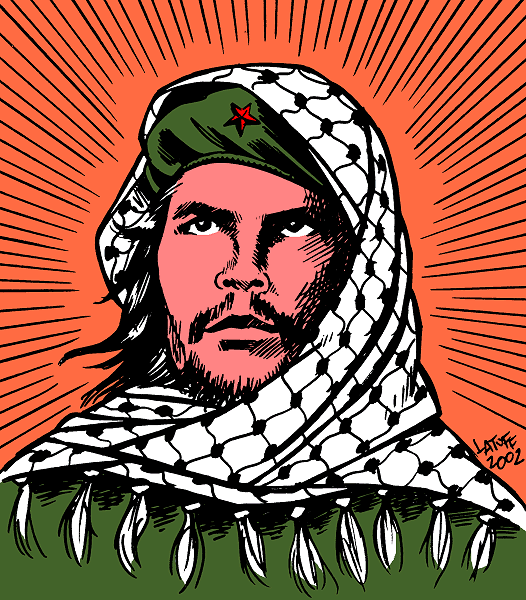
چه گوارا در چفیه
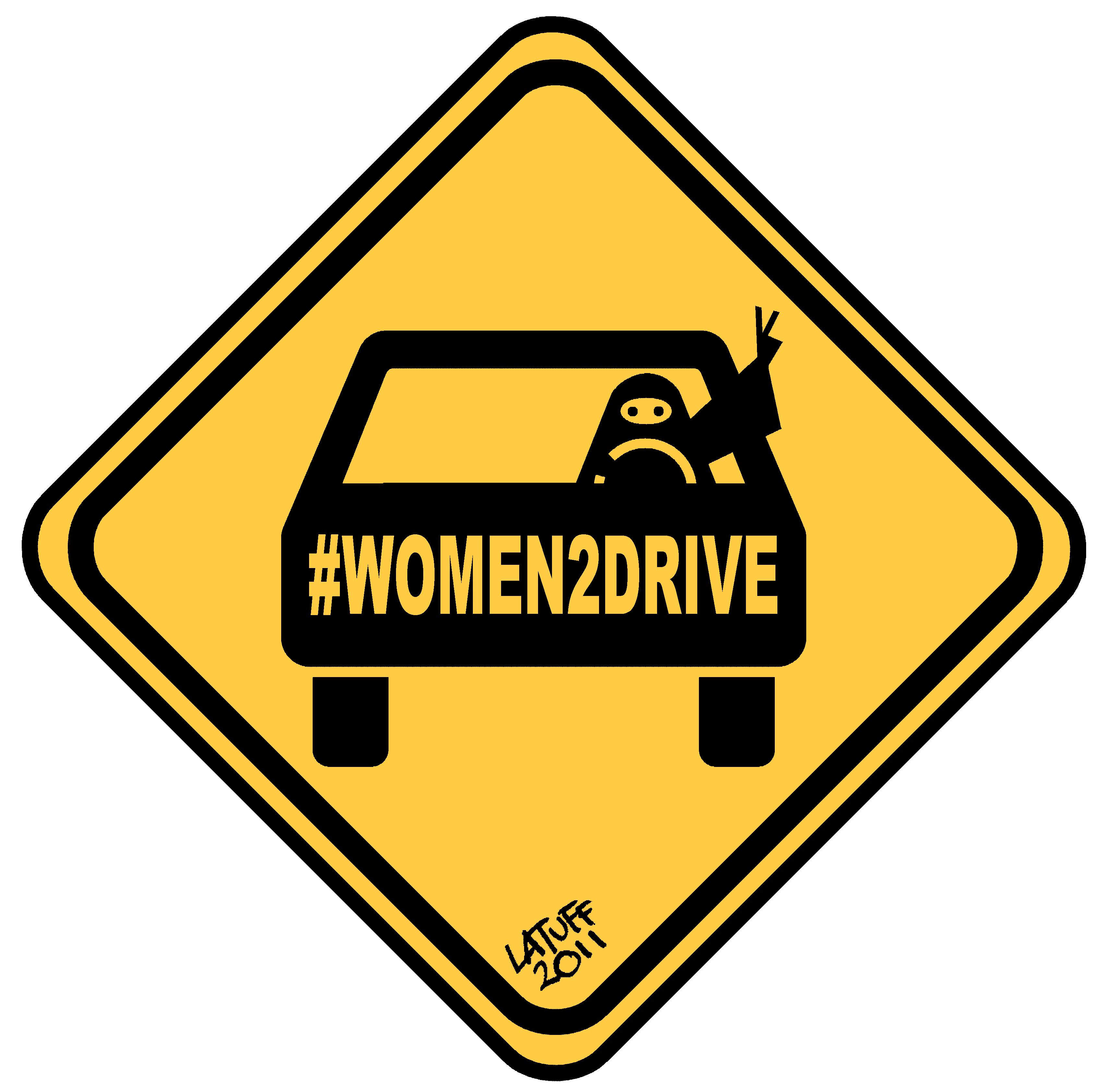
رانندگی زنان در عربستان
شورای عالی نیروهای مسلح مصر قاضی ، هیئت منصفه و اعدام در یک جا
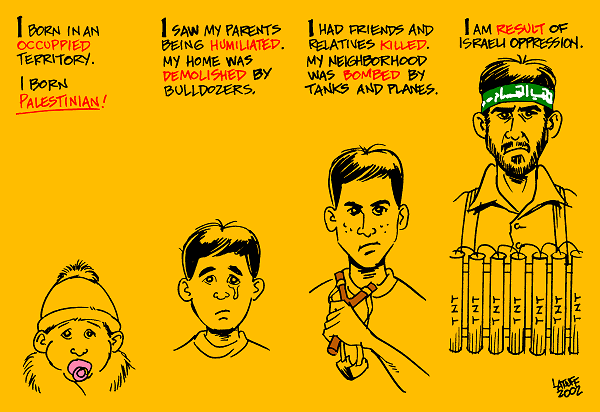
ایجاد یک بمب گذار انتحاری
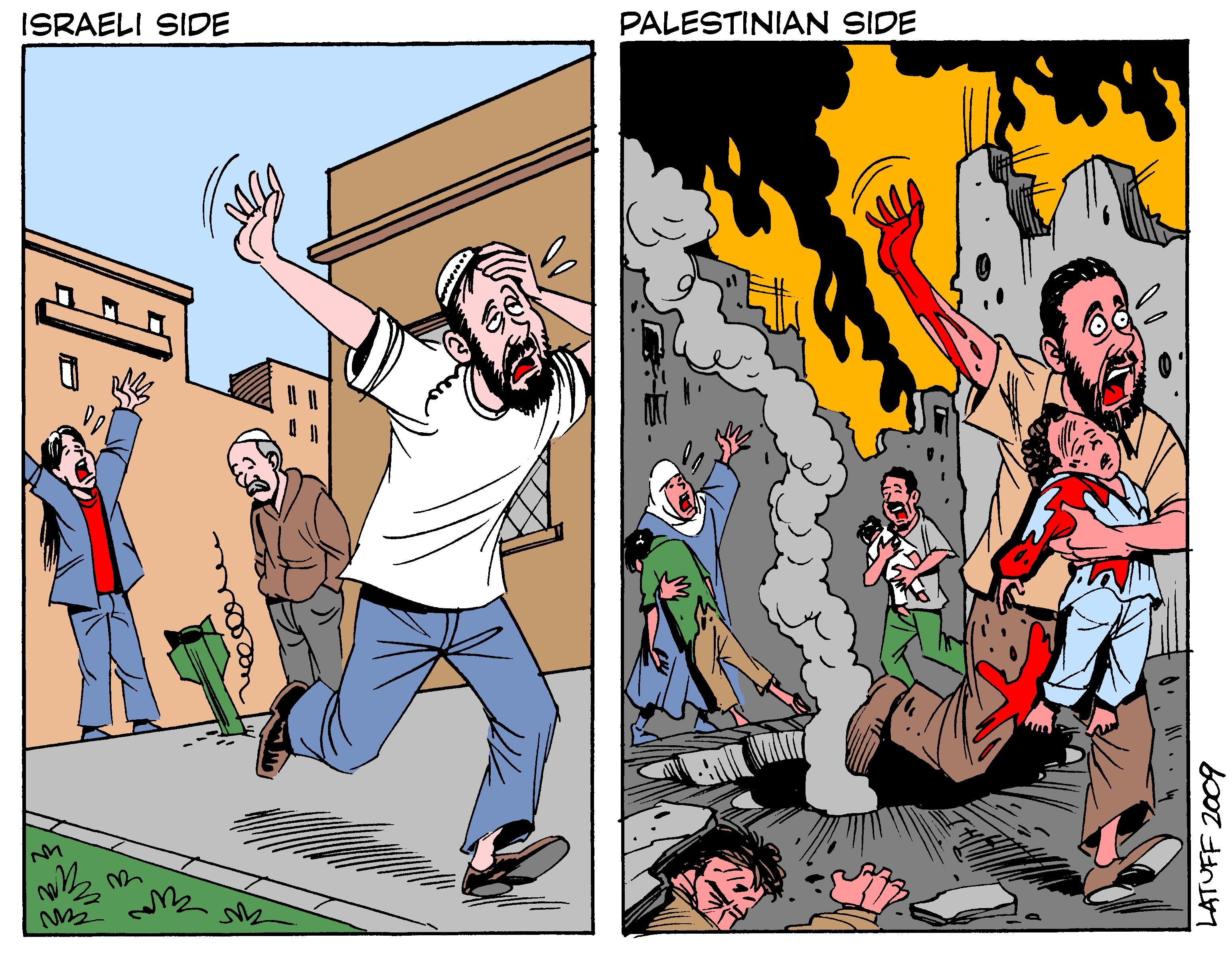
طرف فلسطینی طرف اسرائیلی
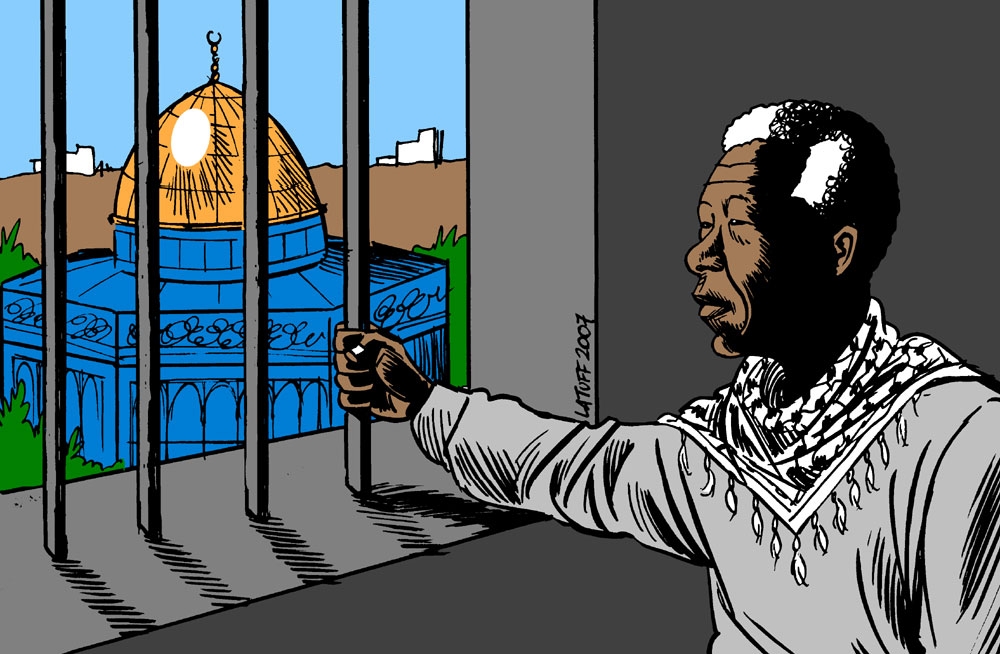
نلسون ماندلای فلسطینی در زندان
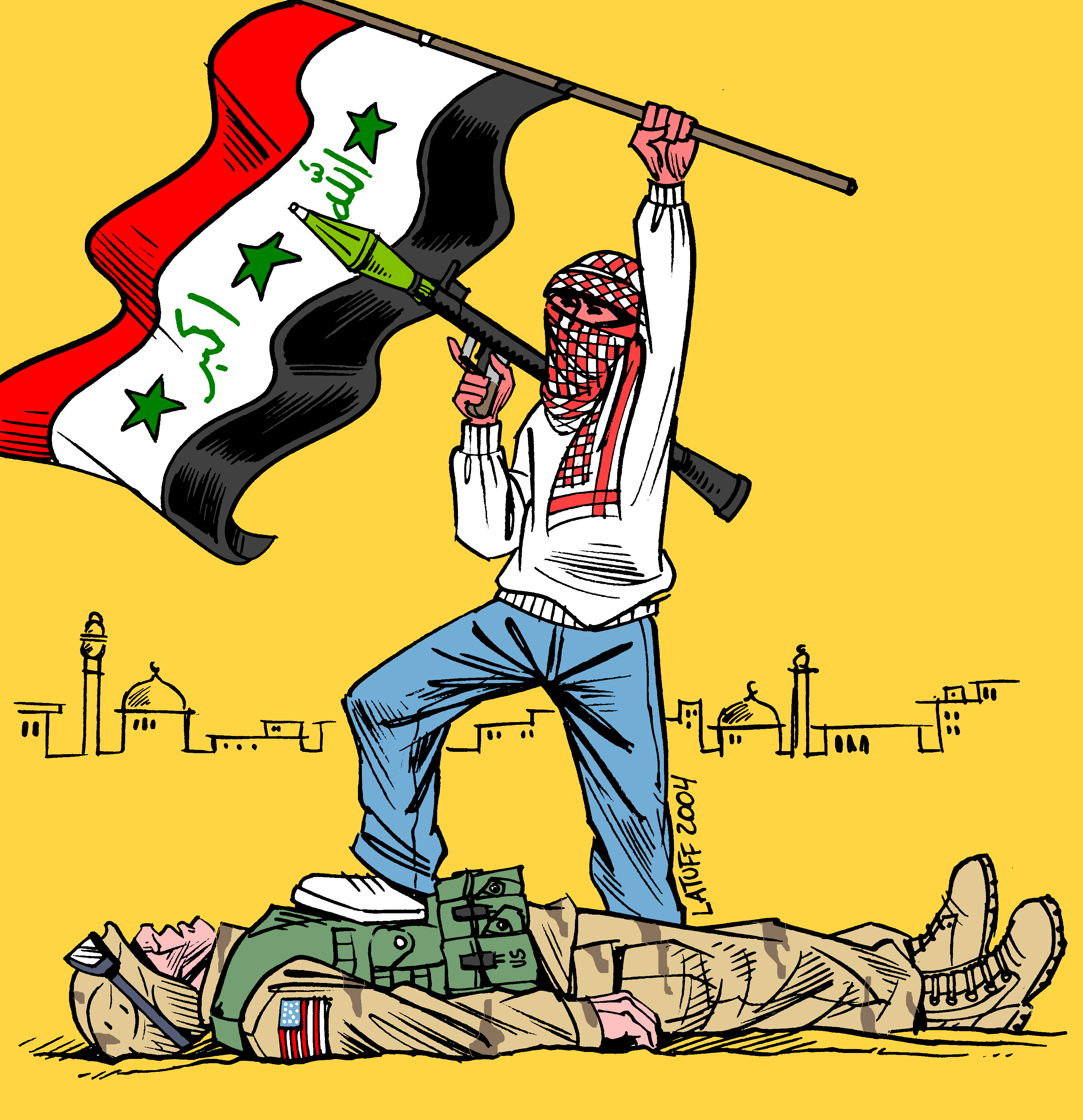
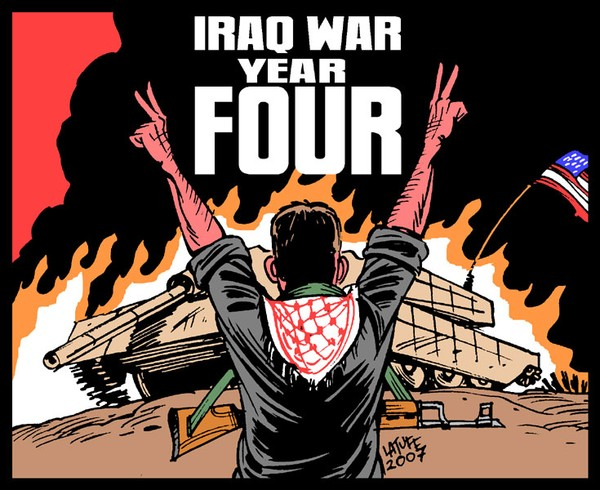
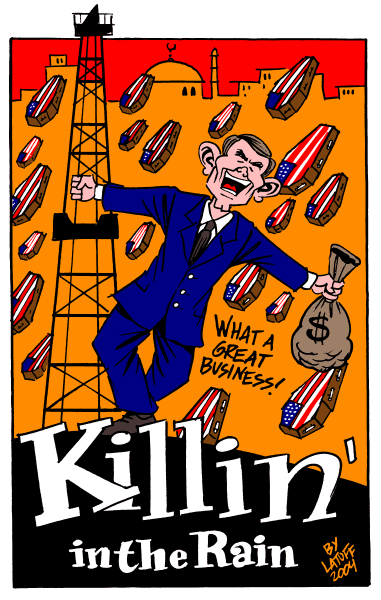
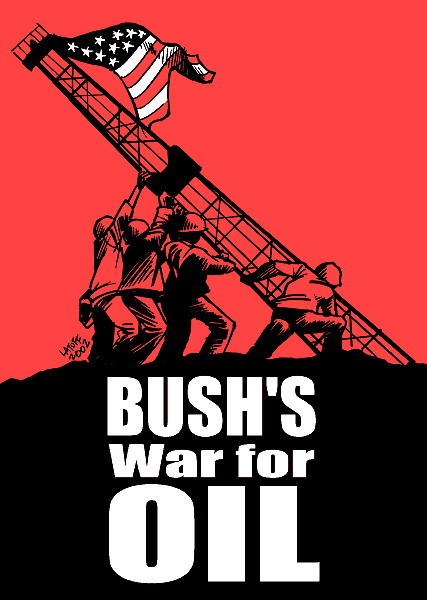
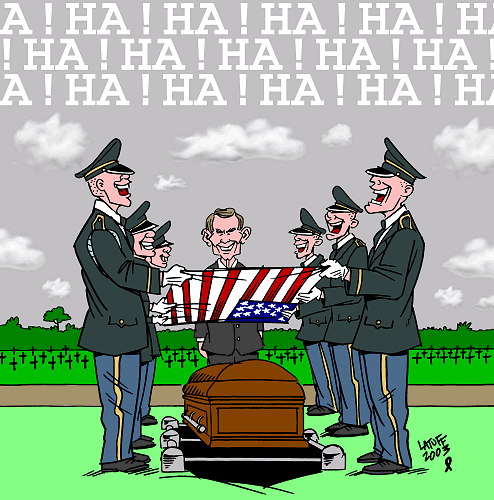
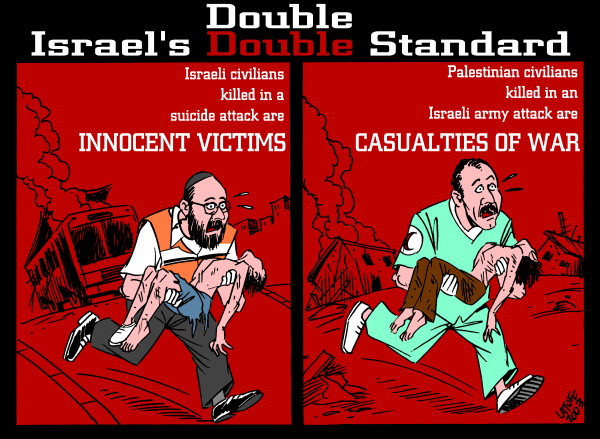
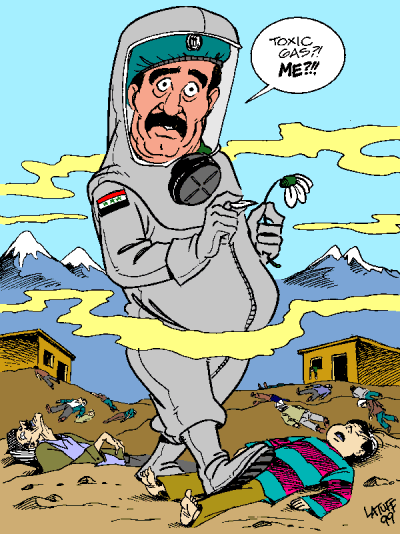
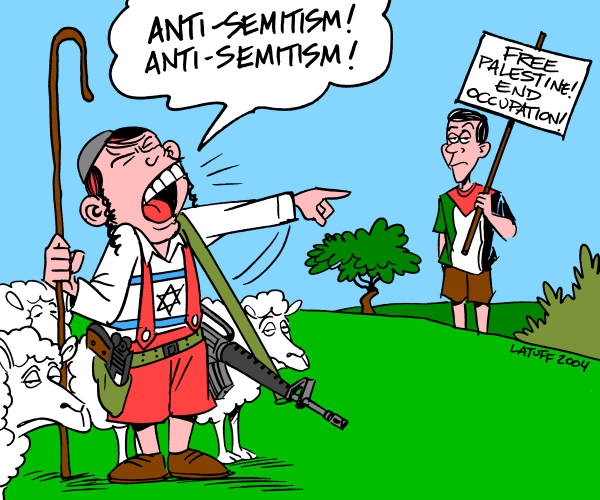
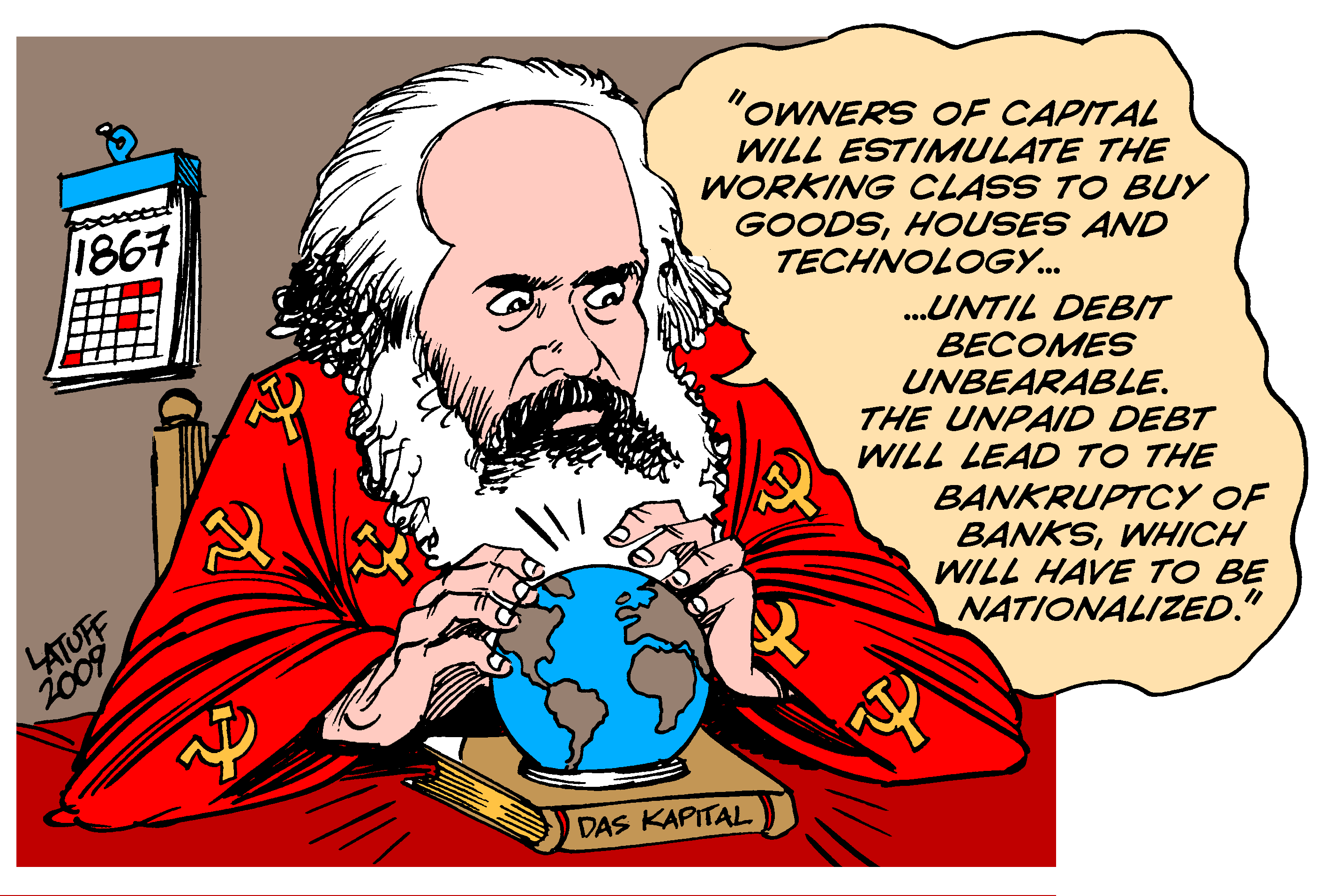
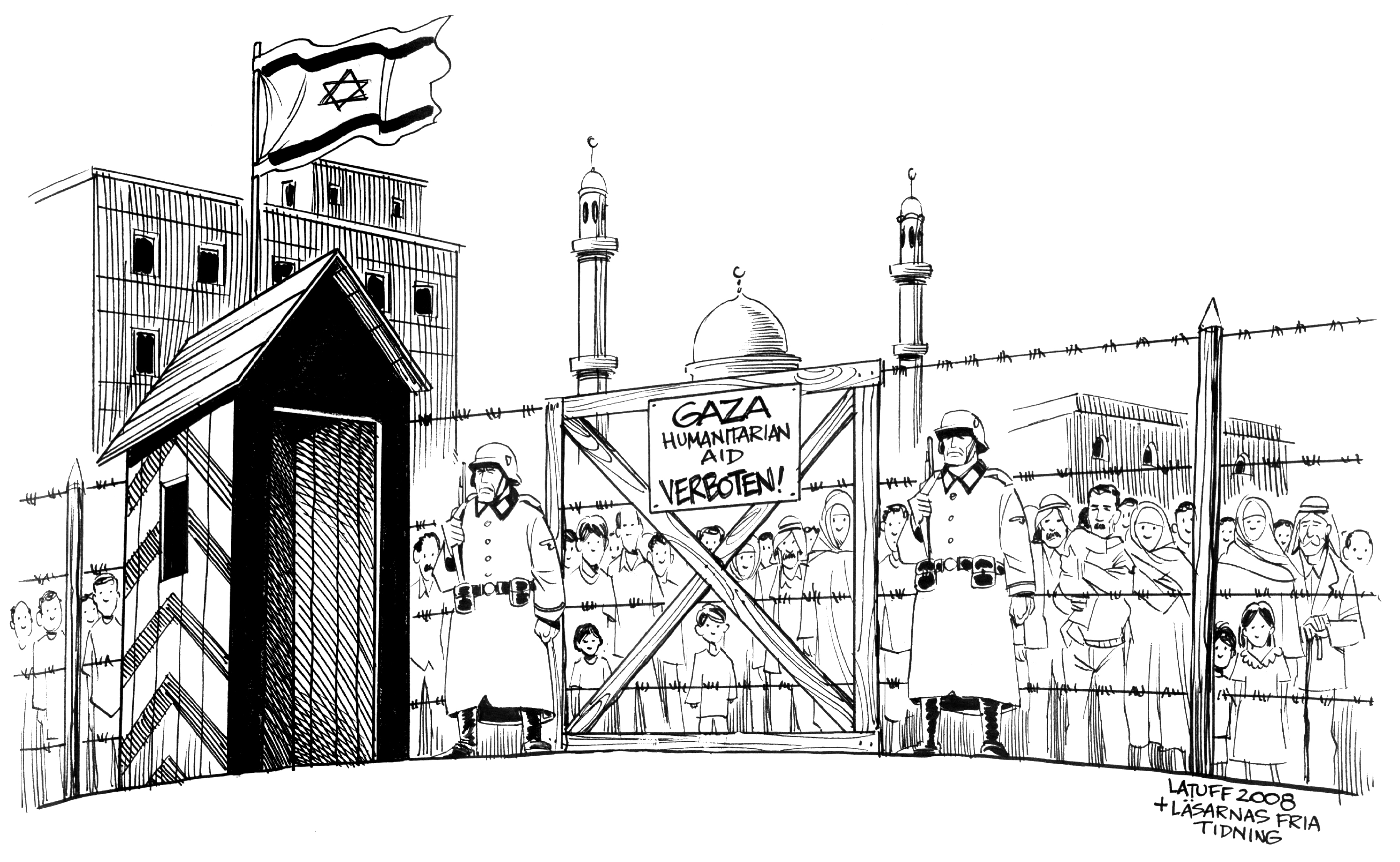